# マヴィック

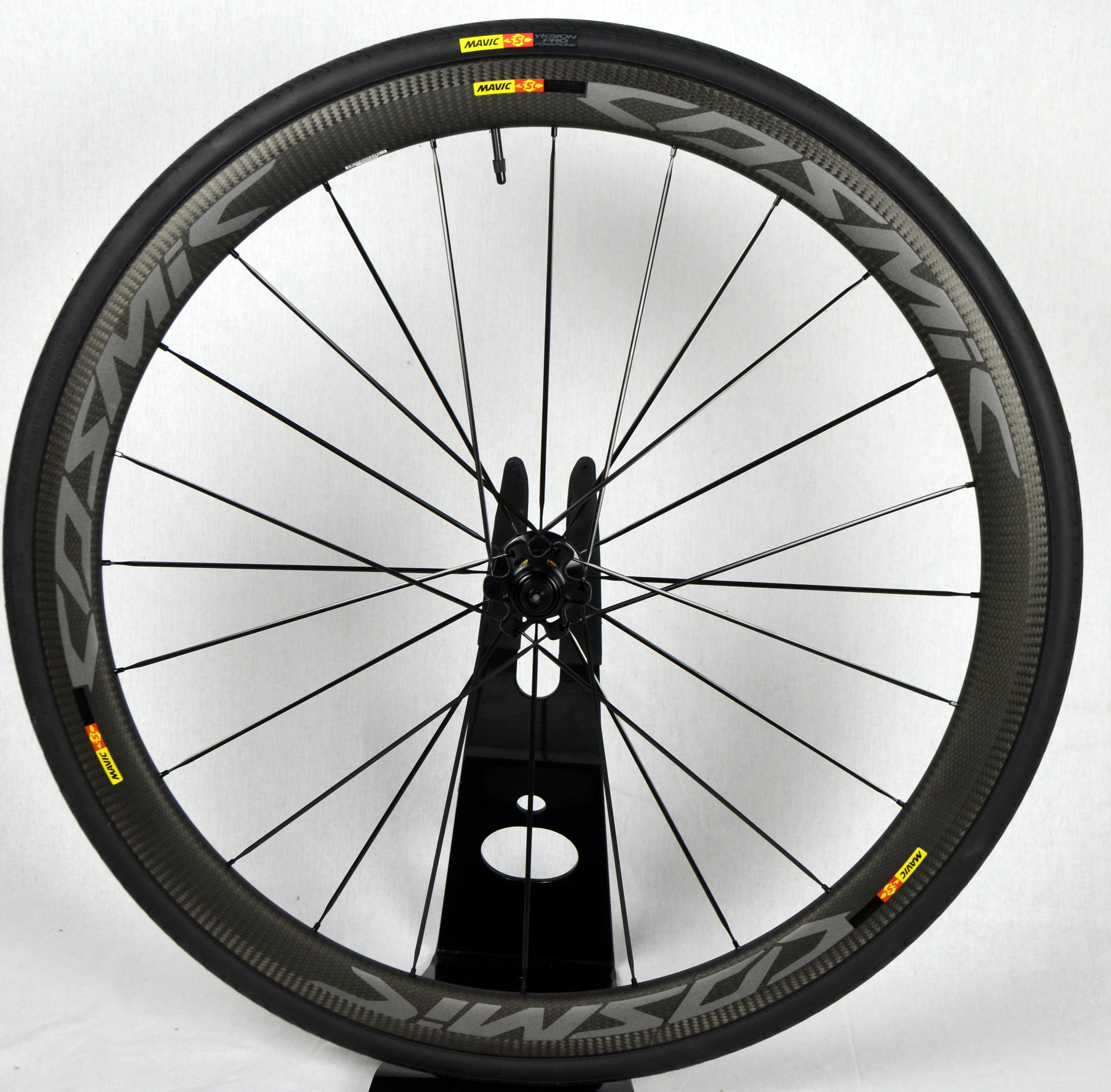
完組ホイール「コスミック」

マヴィック (Mavic) は、フランスの自転車部品メーカー。社名はManufacture d'Articles Vélocipédiques Idoux et Chanel（イドゥー & シャネル自転車部品製造）のアクロニムである。
リム、完組みホイールを主に生産しており、アマチュアからプロレーサーまで広く使用されている。代表的な製品は完組ホイール「キシリウム」(Ksyrium) シリーズ・「コスミック」(Cosmic) シリーズ、タイヤの「イクシオン」(Yksion) シリーズ、ロードバイク用リム「オープンプロ」(Open Pro) など。一時期はディレーラー（変速機）などを含むコンポーネントも製造していた。
1973年からツール・ド・フランスをはじめとする主な自転車ロードレースにおいてニュートラルカーの提供を行っており、黄色地に黒で「MAVIC」のロゴが入った通称「マヴィックカー」は今やロードレースに欠かせない存在の一つとなっている。

## 歴史
1889年、シャルル・イドゥー (Charles Idoux) とリュシアン・シャネル (Lucien Chanel) がリヨンで創業。1934年にジュラルミン製の軽量リムを製作することに成功。同年にマヴィックのリムを使ったアントナン・マニューがツール・ド・フランスで優勝した。1970年代からは航空力学に着目したホイールの研究を始め、1980年代に入るとマウンテンバイク向けのリムの製作も手がけるようになった。
1979年よりコンポーネントの製作を開始し、1993年には有線電動式の変速機「ZMS（ザップ・マヴィック・システム）」を販売して話題を集めたが、ハンドル部に配置された小型の操作ボタンの操作ミスを主因とした誤作動が多発。後部ディレーラーが横に大きく張り出した形状のため転倒すると確実に1回で壊れるというもろさもあり、厳しい使用条件下での信頼性を求めるプロ選手には不評で売り上げも伸び悩んだ。
1999年には人間工学に基づいたデザインのブレーキレバーや無線電動式の変速装置、サイクルコンピュータなども含めた総合コンポーネント「メカトロニック」(Mektronic) を発表した。しかし頻繁にシステムが停止することや、電波の受信距離の制約上エアロフォームを取るトライアスロン用自転車への取り付けが不向きであることなどの問題もありシェアを確保するには至らず、現在ではブレーキなど一部の製品が残るのみとなっている。
経営安定のために一時アメアスポーツの傘下に入ったが、2019年に投資会社のリージェントLPに売却された。ところが実際には実態の不明瞭なM Sports社に購入されており、さらに2020年2月には業態転換や企業再生を専門とするバイ・セービング社に譲渡された。そして同年5月には既に破産管財人の監視下に入っており、6か月の猶予期限内に購入者が見当たらない場合は保有資産がすべて清算され解体される見通しであることが『レキップ』誌によりスクープされた。最終的に同年7月、フランスの投資グループであるブールリエ・グループ (Bourrelier Group) がマヴィックを買収した。ブールリエによる買収前、マヴィックはシューズやペダルの製造にも乗り出していたが、ブールリエ側はマヴィックの製品ラインナップをホイールやリムに絞り込むことを検討していると報じられている。